# 山本廉
山本 廉（、1930年〈昭和5年〉5月12日 - 2003年〈平成15年〉6月17日）は、日本の俳優。本名は山本 廉（）。東宝の特撮作品やテレビドラマ、舞台などの脇役俳優として活躍した。

## 来歴
神奈川県足柄上郡南足柄町生まれ。鎌倉アカデミア映画科卒業後、東宝の第3期東宝ニューフェイスに合格し、東宝演技研究所に入所、俳優の道に入る。同期には他に小泉博、岡田茉莉子らがいる。
1953年（昭和28年）、マキノ雅弘監督作品『抱擁』で映画デビューする。自殺する詩人の役だった。続くマキノ作品『次郎長三国志 第七部・初祝い清水港』では、越路吹雪演じる女博徒の夫・七五郎役を演じ、前作『旅がらす次郎長一家』でお尋ね者となった次郎長一家を助けるこのエピソード前半の主人公役ともいえる役に抜擢された。しかし本多猪四郎監督作品『ゴジラ』で漁師役を演じて以降は、次第に短い出番で強い印象を残す脇役に活躍の場を移すようになる。
東宝専属時代はおもに特撮作品を中心に、岡本喜八監督作品や成瀬巳喜男監督作品などにも出演して活躍した。円谷プロダクションが設立されると『ウルトラQ』から『ウルトラマンタロウ』までのウルトラシリーズにもゲスト出演している。1970年（昭和45年）フリーになると同時に劇団NLTに入団。『ピノキオ』や『毒薬と老嬢』などの舞台に出演した。また『岸辺のアルバム』などのテレビドラマにも出演した。
1997年（平成9年）の『BUGS』を最後に映画出演から身を引いた後も、テレビと舞台への出演は死の直前まで続けた。2003年6月17日、脳出血のため死去した。

## 役柄
- 『ゴジラ』で三番目の漁船でゴジラと遭遇し唯一生存しながらも、故郷の島にゴジラが上陸したことによって命を落とす大戸島の漁師・政治（まさじ）を演じて以来、『フランケンシュタインの怪獣 サンダ対ガイラ』までの特撮作品ではたびたび『ゴジラ』と似たような怪異と遭遇して漂流する漁師または船員役を演じている[5][2]。『モスラ』ではインファント島の赤い液体を飲んだために被曝せずに済んだ船員役、『モスラ対ゴジラ』では佐田豊演じる校長がゴジラが近づく島にいる子供たちを助けようとするのを一時は躊躇うが、後に宝田明演じる新聞記者と共に同行し、モスラの幼虫によって海に転落するゴジラを目の当たりにする船員役、『フランケンシュタインの怪獣 サンダ対ガイラ』では、大ダコとガイラに襲われながら唯一生還できた船員役である。特撮作品以外では『漂流』で漂流者の役を演じた。
- 前述の『初祝い清水港』では越路吹雪とデュエットするミュージカルシーンがある。
- 特撮作品では、『ウルトラマン』第11話「宇宙から来た暴れん坊」の、ギャンゴを生み出した男・鬼田や、『ウルトラセブン』第10話「怪しい隣人」の、イカルス星人の仮の姿である謎の隣人役が知られている。また、『ウルトラセブン』のアンヌ隊員を演じたひし美ゆり子によると、アンヌが四次元空間に閉じ込められたモロボシ・ダン（森次晃嗣）の名を呼ぶシーンでは、山本が「もっと感情を込めて」と演技指導を行ったという[要出典]。
- 晩年の1995年（平成7年）には北野武監督作品『みんな〜やってるか!』に埋蔵金ジジイという役名で出演。玩具のカナリヤを本物と言い張ったり出鱈目な計算をして主人公の朝男（ダンカン）を混乱させるなど、スラップスティックなコメディアンとしての一面ものぞかせた。[独自研究?]

## 出演

### 映画
- 抱擁（1953年、東宝） - 沼田 役
- プーサン（1953年、東宝） - 古橋（予備校生） 役
- 次郎長三国志（1953年 - 1954年、東宝） - 小松村の七五郎 役
  - 第六部 旅がらす次郎長一家（1953年）
  - 第七部 初祝い清水港（1954年）
  - 第八部 海道一の暴れん坊（1954年）
- ゴジラシリーズ（東宝）
  - ゴジラ（1954年） - 山田政治（まさじ）（漁夫） 役[出典 3]
  - ゴジラの逆襲（1955年） - 池田隊長（上陸用舟艇） 役[1][3]
  - キングコング対ゴジラ（1962年） - 自衛隊爆破責任者 役[1]
  - モスラ対ゴジラ（1964年、東宝） - 船員 役[6][4]
- 獣人雪男（1955年、東宝） - 品川 役[6]
- 続へそくり社長（1956年、東宝） - 会社員A 役
- 空の大怪獣 ラドン（1956年、東宝） - 特車隊長 役[7] [注釈 2]
- 柳生武芸帳（1957年、東宝） - 左文字修造 役
- 危険な英雄（1957年、東宝）
- 結婚のすべて（1958年、東宝） - 進藤 役
- 変身人間シリーズ（東宝）
  - 美女と液体人間（1958年） - 佐伯 役[6]
  - 電送人間（1960年） - 丸根刑事 役[6]
  - ガス人間第一号（1960年） - 西山 役[出典 4]
- 暗黒街の顔役（1959年、東宝）
- 戦国群盗伝（1959年、東宝）
- 愚連隊シリーズ（東宝）
  - 独立愚連隊（1959年） - 細川一等兵 役
  - 独立愚連隊西へ（1960年） - 関曹長 役
- 日本誕生（1959年、東宝） - 大和の兵 役[8] [注釈 2]
- ハワイ・ミッドウェイ大海空戦 太平洋の嵐（1960年、東宝） - 船本大尉 役[6]
- モスラ（1961年、東宝） - 並木（航海士） 役[1]
- どぶろくの辰（1962年、東宝）
- 秘剣 (1963年)
- 江分利満氏の優雅な生活（1963年、東宝） - 吉沢 役
- 戦国野郎 (1963年)
- 恐怖の時間 (1964年)
- 太平洋奇跡の作戦 キスカ（1965年、東宝） - 分遣隊長 役[6]
- フランケンシュタイン対地底怪獣（1965年、東宝） - 元木 役[6]
- 奇巌城の冒険（1966年、東宝）
- フランケンシュタインの怪獣 サンダ対ガイラ（1966年、東宝） - 亀田三郎 役[出典 3]
- 殺人狂時代（1967年、東宝） - 咆える狂人 役
- 東宝8.15シリーズ（東宝）
  - 日本のいちばん長い日（1967年） - 伍長（宮城衛兵司令所） 役
  - 激動の昭和史 沖縄決戦（1971年） - 大森軍曹 役[6]
- 赤毛（1969年、東宝） - 百姓 役
- 吶喊（1975年、ATG） -  カラス組隊員 役
- 動脈列島（1975年、東京映画） - 呑み屋の客 役
- 大地の子守歌（1976年、松竹） - 源蔵 役
- 大空のサムライ（1976年、東宝） - 望月一飛曹 役[6]
- 曽根崎心中（1978年、ATG） - 市兵衛 役
- 火の鳥（1978年、東宝）
- 不良少年（1980年、東映） - 大竹 役
- 漂流（1981年、東宝） - 得造 役
- 大誘拐 RAINBOW KIDS（1991年、東宝） - 駐在 役
- みんな〜やってるか!（1995年、日本ヘラルド映画） - 埋蔵金ジジイ 役
- ロマンス（1996年、シネカノン） - 岡本 役
- 汝殺すなかれ（1996年、バップ） - 喫茶店マスター 役
- BUGS（1997年、マクザム） - 田所忠雄 役

など

### テレビドラマ
- 新・三等重役（1959年 - 1960年、NET / 東宝）
- ウルトラシリーズ（TBS / 円谷プロ）
  - ウルトラQ 第1話「ゴメスを倒せ!」（1966年） - 東海弾丸道路建設作業員
  - ウルトラマン
    - 第11話「宇宙から来た暴れん坊」（1966年） - 鬼田[3]
    - 第30話「まぼろしの雪山」（1967年） - 町村（猟師）

  - ウルトラセブン
    - 第10話「怪しい隣人」（1967年） - 謎の隣人（イカルス星人）[1][3]
    - 第25話「零下140度の対決」（1968年） - ムカイ班長（TDF動力班）

  - ウルトラマンタロウ（1973年）
    - 第25話「燃えろ! ウルトラ6兄弟」 - ZAT中央病院医師
    - 第31話「あぶない! 嘘つき毒きのこ」 - 武田大介の父
- 遊撃戦 第1話「遊撃隊前へ」（1966年、NTV / 東宝 / 宝塚映画）
- 快獣ブースカ（1967年、NTV /  東宝 / 円谷プロ）
  - 第17話「ブー冠・王冠・とんちんかん」 - ヒゲラ大臣（ポリシア国）
  - 第41話「宇宙の王様」 - ヒュードロ大使（チャメ星）
- マイティジャックシリーズ（1968年、CX / 円谷プロ）
  - マイティジャック 第11話「燃える黄金」 - 新聞記者 [注釈 3]
  - 戦え! マイティジャック 第21話「亡霊の仮面をはぎ取れ」 - 眼科受付（Qの配下）[注釈 2]
- 怪奇大作戦 第15話「24年目の復讐」（1968年、TBS / 円谷プロ） - 神奈川県警刑事
- でっかい青春 第17話「ミスター親父」（1968年、NTV / 東宝）
- 桃太郎侍 第22話「無実の罪」（1968年、NTV / 三船プロ）
- 昔三九郎 第7話「イカサマと影法師」（1968年、NTV / 三船プロ）
- 五人の野武士 第25話「礫打ち」（1969年、NTV / 三船プロ）
- チビラくん 第15話「おいら、ロボット ゲバゴロー!」（1970年、NTV / 円谷プロ） - ゲバゴローの声
- 火曜日の女シリーズ「恋の罠」（1970年、NTV / 東宝)
- 特別機動捜査隊 第507話「歩行者天国」（1971年、NET / 東映）
- 超人バロム・1 第12話「魔人キノコルゲはうしろからくる!」（1972年、YTV / 東映） - 田中
- 人造人間キカイダー 第10話「サソリブラウン人間爆発に狂う」（1972年、NET / 東映） - 中堀博士
- プレイガール（12ch / 東映）
  - 第166話「港で死んだ娘が鴎になった」（1972年） - 高松
  - 第182話「たまき撃たる!!」（1972年） - 高橋
  - 第241話「女は裸で七変化」（1973年） - 張本
- 太陽にほえろ!（NTV / 東宝）
  - 第74話「ひとりぼっちの演奏会」（1973年） - 「テアトロ」マスター
  - 第263話「罠」（1977年） - 水木主任
  - 第291話「トラック刑事」（1978年） - 西本の隣人
  - 第320話「翔べないカナリア」（1978年） - ゲームセンターの男
  - 第331話「新曲」（1978年） - 作業員
  - 第441話「カーテン」（1981年） - 盗難車の持ち主
- ファイヤーマン（1973年、NTV / 円谷プロ）
  - 第1話「ファイヤーマン誕生」、第2話「武器は科学だS・A・F」 - 漁夫
  - 第29話「射つな! 怪獣だって友達だ」 - 工場関係者
- GO!GOスカイヤー（1973年、CX、大映テレビ）
- 大江戸捜査網（12ch / 三船プロ）
  - 第122話「捨て子騒動始末記」（1974年） - 弥平次
  - 第145話「無宿人仁義」（1974年） - 湊屋千造
- 仮面ライダーX 第32話「対決! キングダーク対Xライダー」（1974年、MBS / 東映） - 野田博
- イナズマンF 第3話「水爆500発!! 地底大戦争!!」（1974年、NET / 東映） - 久保
- 白い牙 第4話「愛憎悲歌・有光洋介」（1974年、NTV / 大映テレビ）
- 幡随院長兵衛お待ちなせえ 第8話「帰って来た伊達男」（1974年、MBS / 東宝）
- 事件狩り 第9話「同棲時代の終わり」（1974年、TBS / 大映テレビ）
- 秘密戦隊ゴレンジャー（NET / 東映）
  - 第2話「青い地球! 死の砂漠化計画」（1975年） - 工藤博士
  - 第59話「真赤な南国! 謎のゴールド事件」（1976年） - 中林
- 6羽のかもめ 第22話「大監督」（1975年、CX）
- 非情のライセンス（NET / 東映）
  - 第2シリーズ 第60話「兇悪のお母さん」（1975年） - 富田総次郎
  - 第2シリーズ 第80話「兇悪のゆりかご」（1976年） - 焼芋屋
- 少年探偵団 第16話「アフリカの謎」（1976年、NTV / 日本現代企画） - 小田探検隊長
- 愛が見えますか（1976年、NTV / 東京映画）
- 男たちの旅路 第1部 第1話「非常階段」（1976年、NHK）
- 赤い衝撃 第1話「青春をつらぬく銃声一発!!」・第5話「母の告白」（1976年、TBS / 大映テレビ）
- 岸辺のアルバム（1977年、TBS） - 宮部
- 華麗なる刑事 第2話「男のバラード」（1977年、CX / 東宝）
- 海は甦える（1977年、TBS） - 富岡定恭
- 大追跡 第2話「狙撃者の目が光る」（1978年、NTV / 東宝） - 磯子東署刑事
- 西遊記シリーズ（1979年、NTV / 国際放映）
  - 西遊記 第17話「幻妖術師 青竜将軍」
  - 西遊記II 第3話「賭博妖怪 ミイラ取りがミイラ」
- Gメン'75 第200話「大空港の幽霊」（1979年、TBS / 東映） - 警察庁幹部
- 伝七捕物帳 第19話「情け無用の上州路」（1979年、ANB / 国際放映）
- 噂の刑事トミーとマツ 第1シリーズ 第18話「花の芸者に恋したトミー」（1980年、TBS / 大映テレビ）
- 旅がらす事件帖 第21話「寒い国の死刑台」（1981年、KTV / 国際放映） - 伍助
- 俺はご先祖さま 第8話「ねらわれた白雪姫」（1982年、NTV / オフィス・ヘンミ）
- ふぞろいの林檎たち 第1シリーズ 第4話「何を求めてますか」（1983年、TBS）
- 時代劇スペシャル / 仕掛人・藤枝梅安(6) 梅安岐れ道（1983年、CX / 東宝）
- 特捜最前線 第403話「死体番号6001のミステリー!」（1985年、ANB / 東映）
- 土曜ワイド劇場（ANB）
  - 西村京太郎トラベルミステリー(8) 特急北アルプス殺人事件（1986年、東映）
  - 同居人カップルの殺人推理旅行(1) 北陸加賀〜結婚式に殺しの招待状（1994年、PDS）
  - 法医 歯科学の女(2) 網走、オホーツク海…流氷が運んだ白骨死体の謎!（1997年、大映テレビ）
- ジャングル 第18話「逆転タイムリー」（1987年、NTV / 東宝）
- 特警ウインスペクター 第10話「大人をやっつけろ」（1990年、ANB / 東映） - 書店店主
- 火曜サスペンス劇場（NTV）
  - 女弁護士・高林鮎子(8) 北の旅、殺意の雫石（1990年、東映）
  - 盲人探偵・松永礼太郎(5) 逆恨み（1995年、ユニオン映画）
- はぐれ刑事純情派 第5シリーズ 第22話「心のリサイクル 偽証する元婦人警官」（1992年、ANB / 東映）
- 連続テレビ小説 / 春よ、来い（1994年、NHK）
- 古畑任三郎 第7話「動機の鑑定」（1996年、CX / 共同テレビ）
- 月曜ドラマスペシャル / 痛快!バツイチ・トリオ 女だけの便利屋事件簿2（1998年、TBS）
- 水曜ドラマ / 必要のない人 第2話「夫の秘密」（1998年、NHK）
- 淀川長治物語・神戸篇 サイナラ（1999年、ANB）

など

### テレビアニメ
- まんがはじめて物語